# Rally di Catalogna

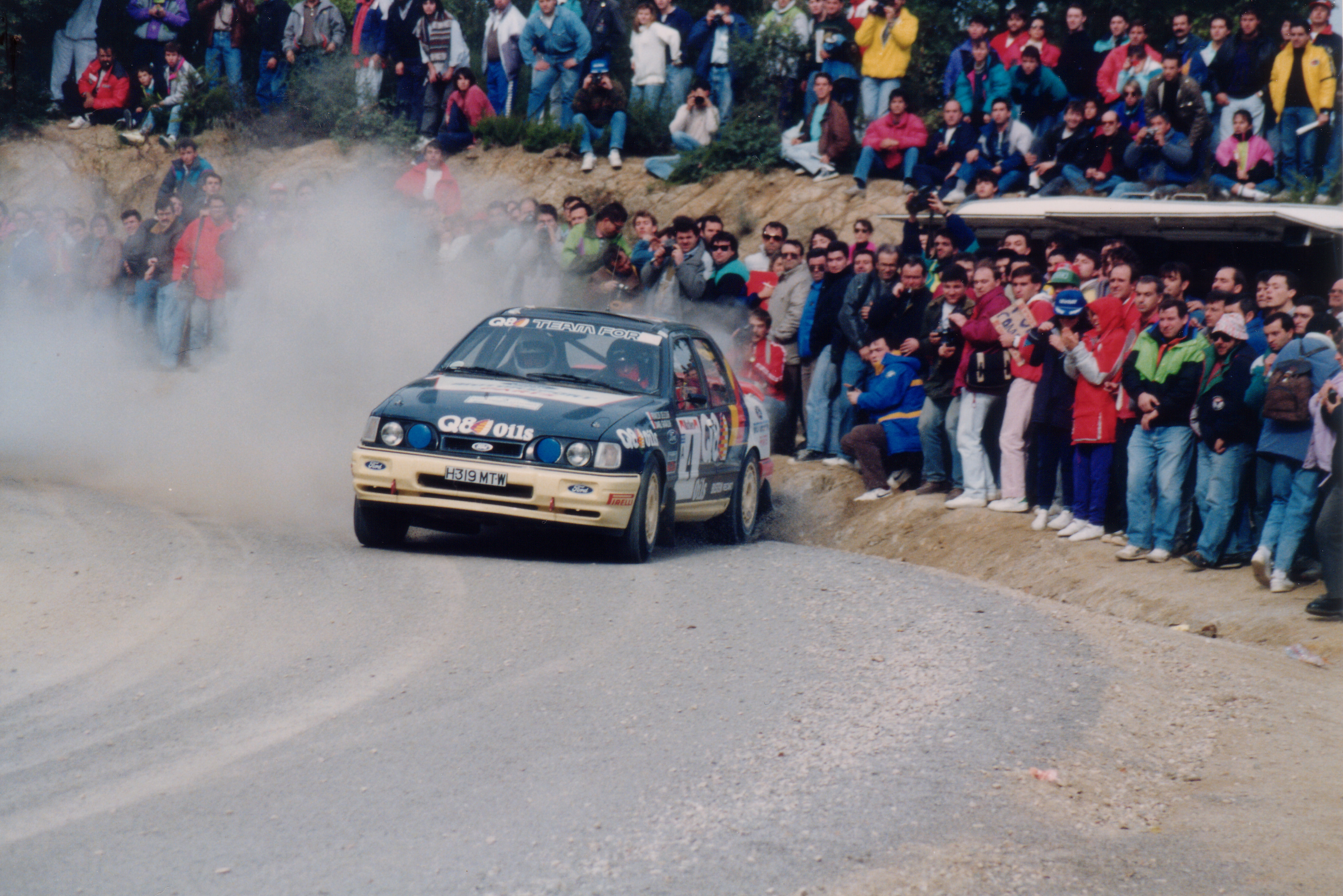
François Delecour nel 1991

Il Rally di Catalogna (ufficialmente Rallye Catalunya), anche noto come Rally di Spagna, è stata una prova del Campionato del mondo rally dal 1991 al 2022.

## Albo d'oro
| Anno      | Denominazione                                         | Vincitori                                      | Auto                                           | Scuderia                                       | Validità                  |
| --------- | ----------------------------------------------------- | ---------------------------------------------- | ---------------------------------------------- | ---------------------------------------------- | ------------------------- |
| 1957      | 1º Rallye Catalunya                                   | Sebastià Salvadó Guillermo Bas                 | Alfa Romeo 1900 Super                          | -                                              | -                         |
| 1958      | 2º Rallye Catalunya                                   | Luciano Eliakim Augusto Lluch                  | Saab 93                                        | -                                              | -                         |
| 1959      | 3º Rallye Catalunya                                   | Álex Soler Roig Manuel Romagosa                | Porsche                                        | -                                              | -                         |
| 1960      | 4º Rallye Catalunya                                   | Maximiliano Hohenlohe Augusto Lluch            | BMW 700                                        | -                                              | -                         |
| 1961      | 5º Rallye Catalunya                                   | Juan Fernández García Ramón Grifoli            | BMW 700                                        | -                                              | -                         |
| 1962      | 6º Rally Cataluña                                     | Antonio Grifoll "Cala"                         | BMW 700                                        | -                                              | -                         |
| 1963      | 7º Rally Cataluña                                     | Jorge Palau-Ribes Jorge Palou                  | Fiat Abarth 850                                | -                                              | -                         |
| 1964      | 8º Rally Catalunya                                    | Jaime Juncosa Jr. Salvador Cañellas Gual       | Fiat Abarth 1000                               | -                                              | -                         |
| 1965–1972 | Non disputato                                         | Non disputato                                  | Non disputato                                  | Non disputato                                  | Non disputato             |
| 1973      | 9º Rally Catalunya                                    | Salvador Cañellas Gual Daniel Ferrater         | Seat 1430 / 1800                               | SEAT                                           | Campionato spagnolo       |
| 1974      | 10º Rally Catalunya                                   | Marc Etchebers Marie-Christine Etchebers-Rives | Porsche 911 Carrera RS                         | -                                              | Campionato spagnolo       |
| 1975      | 11º Rally Catalunya                                   | Antonio Zanini Eduardo Martínez Adam           | Seat 1430 / 1800                               | -                                              | Campionato spagnolo       |
| 1976      | 12º Rally Catalunya                                   | Jorge de Bagration Manuel Barbeito             | Lancia Stratos HF                              | -                                              | Campionato spagnolo       |
| 1977      | 13º Rallye Catalunya                                  | Antonio Zanini Juan José Petisco               | Seat 124 Proto                                 | SEAT Competición                               | Campionato spagnolo       |
| 1978      | 14º Rallye Catalunya                                  | Antonio Zanini Juan José Petisco               | Fiat 131 Abarth Rally                          | -                                              | Campionato spagnolo       |
| 1979      | 15º Rally de Cataluña                                 | Beny Fernández José Luis Sala                  | Fiat 131 Abarth Rally                          | -                                              | Campionato spagnolo       |
| 1980      | 16º Rallye Catalunya                                  | Antonio Zanini Jordi Sabater                   | Porsche 911 SC                                 | -                                              | ERC                       |
| 1981      | 17º Rallye Catalunya                                  | Genito Ortiz Guillermo Barreras                | Renault 5 Turbo                                | FASA-Renault                                   | ERC                       |
| 1982      | 18º Rallye Catalunya                                  | Antonio Zanini Victor Sabater                  | Talbot Sunbeam Lotus                           | -                                              | ERC                       |
| 1983      | 19º Rallye Catalunya                                  | Adartico Vudafieri Tiziano Siviero             | Lancia Rally 037                               | Jolly Club                                     | ERC                       |
| 1984      | 20º Rallye Catalunya                                  | Salvador Servià Jordi Sabater                  | Opel Manta 400                                 | RACC Bendiberica                               | ERC                       |
| 1985      | 21º Rallye Catalunya                                  | Fabrizio Tabaton Luciano Tedeschini            | Lancia Rally 037                               | Grifone Esso                                   | ERC                       |
| 1986      | 22º Rallye Catalunya                                  | Fabrizio Tabaton Luciano Tedeschini            | Lancia Delta S4                                | Grifone Esso                                   | ERC                       |
| 1987      | 23º Rallye Catalunya                                  | Dario Cerrato Giuseppe Cerri                   | Lancia Delta HF 4WD                            | Jolly Club                                     | ERC                       |
| 1988      | 24º Rallye Catalunya - Costa Brava                    | Bruno Saby Jean-François Fauchille             | Lancia Delta HF 4WD                            | Martini Lancia                                 | ERC                       |
| 1989      | 25º Rallye Catalunya - Costa Brava                    | Yves Loubet Jean-Marc Andrié                   | Lancia Delta Integrale                         | H.F. Grifone SRL                               | ERC                       |
| 1990      | 26º Rallye Catalunya - Costa Brava                    | Dario Cerrato Giuseppe Cerri                   | Lancia Delta Integrale 16V                     | Jolly Club                                     | ERC                       |
| 1991      | 27º Rallye España - Catalunya Costa Brava             | Armin Schwarz Arne Hertz                       | Toyota Celica GT-4 ST165                       | Toyota Team Europe                             | WRC                       |
| 1992      | 28º Rallye de España - Catalunya - Costa Brava        | Carlos Sainz Luis Moya                         | Toyota Celica Turbo 4WD                        | Toyota Team Europe                             | WRC                       |
| 1993      | 29º Rallye Catalunya - Costa Brava - Rallye de España | François Delecour Daniel Grataloup             | Ford Escort RS Cosworth                        | Ford Motor Co. Ltd.                            | WRC                       |
| 1994      | 30º Rallye Catalunya - Costa Brava - Rallye de España | Enrico Bertone Massimo Chiapponi               | Toyota Celica Turbo 4WD                        | CW Sport Zlín                                  | Coppa FIA 2 litri         |
| 1995      | 31º Rallye Catalunya - Costa Brava - Rallye de España | Carlos Sainz Luis Moya                         | Subaru Impreza 555                             | 555 Subaru WRT                                 | WRC                       |
| 1996      | 32º Rallye Catalunya - Costa Brava - Rallye de España | Colin McRae Derek Ringer                       | Subaru Impreza 555                             | 555 Subaru WRT                                 | WRC                       |
| 1997      | 33º Rallye Catalunya - Costa Brava - Rallye de España | Tommi Mäkinen Seppo Harjanne                   | Mitsubishi Lancer Evo IV                       | Mitsubishi Ralliart                            | WRC                       |
| 1998      | 34º Rallye Catalunya - Costa Brava - Rallye de España | Didier Auriol Denis Giraudet                   | Toyota Corolla WRC                             | Toyota Castrol Team                            | WRC                       |
| 1999      | 35º Rallye Catalunya - Costa Brava - Rallye de España | Philippe Bugalski Jean-Paul Chiaroni           | Citroën Xsara Kit Car                          | Automobiles Citroën                            | WRC                       |
| 2000      | 36º Rallye Catalunya - Costa Brava - Rallye de España | Colin McRae Nicky Grist                        | Ford Focus WRC 00                              | Ford Motor Co. Ltd.                            | WRC                       |
| 2001      | 37º Rallye Catalunya - Costa Brava - Rallye de España | Didier Auriol Denis Giraudet                   | Peugeot 206 WRC                                | Peugeot Total                                  | WRC                       |
| 2002      | 38º Rally Catalunya - Costa Brava - Rally de España   | Gilles Panizzi Hervé Panizzi                   | Peugeot 206 WRC                                | Peugeot Total                                  | WRC                       |
| 2003      | 39º Rally Catalunya - Costa Brava - Rally de España   | Gilles Panizzi Hervé Panizzi                   | Peugeot 206 WRC                                | Marlboro Peugeot Total                         | WRC                       |
| 2004      | 40º Rally Catalunya - Costa Brava - Rally de España   | Markko Märtin Michael Park                     | Ford Focus RS WRC 04                           | Ford Motor Co. Ltd.                            | WRC                       |
| 2005      | 41º RallyRACC Catalunya - Costa Daurada               | Sébastien Loeb Daniel Elena                    | Citroën Xsara WRC                              | Citroën Total WRT                              | WRC                       |
| 2006      | 42º RallyRACC Catalunya - Costa Daurada               | Sébastien Loeb Daniel Elena                    | Citroën Xsara WRC                              | Kronos Racing                                  | WRC                       |
| 2007      | 43º RallyRACC Catalunya - Costa Daurada               | Sébastien Loeb Daniel Elena                    | Citroën C4 WRC                                 | Citroën Total WRT                              | WRC                       |
| 2008      | 44º RallyRACC Catalunya - Costa Daurada               | Sébastien Loeb Daniel Elena                    | Citroën C4 WRC                                 | Citroën Total WRT                              | WRC                       |
| 2009      | 45º RallyRACC Catalunya - Costa Daurada               | Sébastien Loeb Daniel Elena                    | Citroën C4 WRC                                 | Citroën Total WRT                              | WRC                       |
| 2010      | 46º RallyRACC Catalunya - Costa Daurada               | Sébastien Loeb Daniel Elena                    | Citroën C4 WRC                                 | Citroën Total WRT                              | WRC                       |
| 2011      | 47º RallyRACC Catalunya - Costa Daurada               | Sébastien Loeb Daniel Elena                    | Citroën DS3 WRC                                | Citroën Total WRT                              | WRC                       |
| 2012      | 48º RallyRACC Catalunya - Costa Daurada               | Sébastien Loeb Daniel Elena                    | Citroën DS3 WRC                                | Citroën Total WRT                              | WRC                       |
| 2013      | 49º RallyRACC Catalunya - Costa Daurada               | Sébastien Ogier Julien Ingrassia               | Volkswagen Polo R WRC                          | Volkswagen Motorsport                          | WRC                       |
| 2014      | 50º RallyRACC Catalunya - Costa Daurada               | Sébastien Ogier Julien Ingrassia               | Volkswagen Polo R WRC                          | Volkswagen Motorsport                          | WRC                       |
| 2015      | 51º RallyRACC Catalunya - Costa Daurada               | Andreas Mikkelsen Ola Fløene                   | Volkswagen Polo R WRC                          | Volkswagen Motorsport                          | WRC                       |
| 2016      | 52º RallyRACC Catalunya - Costa Daurada               | Sébastien Ogier Julien Ingrassia               | Volkswagen Polo R WRC                          | Volkswagen Motorsport                          | WRC                       |
| 2017      | 53º RallyRACC Catalunya - Costa Daurada               | Kris Meeke Paul Nagle                          | Citroën C3 WRC                                 | Citroën Total Abu Dhabi WRT                    | WRC                       |
| 2018      | 54º RallyRACC Catalunya - Costa Daurada               | Sébastien Loeb Daniel Elena                    | Citroën C3 WRC                                 | Citroën Total Abu Dhabi WRT                    | WRC                       |
| 2019      | 55º RallyRACC Catalunya - Costa Daurada               | Thierry Neuville Nicolas Gilsoul               | Hyundai i20 Coupe WRC                          | Hyundai Shell Mobis WRT                        | WRC                       |
| 2020      | RallyRACC Catalunya - Costa Daurada 2020              | Cancellato a causa della pandemia di COVID-19. | Cancellato a causa della pandemia di COVID-19. | Cancellato a causa della pandemia di COVID-19. | Campionato spagnolo       |
| 2021      | 56º RallyRACC Catalunya - Costa Daurada               | Thierry Neuville Nicolas Gilsoul               | Hyundai i20 Coupe WRC                          | Hyundai Shell Mobis WRT                        | WRC                       |
| 2022      | 57º RallyRACC Catalunya - Costa Daurada               | Sébastien Ogier Benjamin Veillas               | Toyota GR Yaris Rally1                         | Toyota Gazoo Racing WRT                        | WRC                       |
| 2023      | 58° RallyRACC Catalunya - Costa Daurada               | Pepe López Borja Rozada                        | Hyundai i20 N Rally2                           | Hyundai Motor España                           | Campionato spagnolo rally |
| 2024      | 59° RallyRACC Catalunya - Costa Daurada               | Alejandro Cachón Borja Rozada                  | Toyota GR Yaris Rally2                         | Toyota España                                  | Campionato spagnolo rally |

## Statistiche[2]

### Vittorie
| Pos. | Pilota           | N° vittorie |
| ---- | ---------------- | ----------- |
| 1    | Sébastien Loeb   | 9           |
| 2    | Antonio Zanini   | 5           |
| 3    | Sébastien Ogier  | 4           |
| 4    | Didier Auriol    | 2           |
| 4    | Dario Cerrato    | 2           |
| 4    | Colin McRae      | 2           |
| 4    | Thierry Neuville | 2           |
| 4    | Gilles Panizzi   | 2           |
| 4    | Carlos Sainz     | 2           |
| 4    | Fabrizio Tabaton | 2           |

| Pos. | Copilota           | N° vittorie |
| ---- | ------------------ | ----------- |
| 1    | Daniel Elena       | 9           |
| 2    | Julien Ingrassia   | 3           |
| 3    | Giuseppe Cerri     | 2           |
| 3    | Denis Giraudet     | 2           |
| 3    | Augusto Lluch      | 2           |
| 3    | Luis Moya          | 2           |
| 3    | Hervé Panizzi      | 2           |
| 3    | Juan José Petisco  | 2           |
| 3    | Jordi Sabater      | 2           |
| 3    | Luciano Tedeschini | 2           |
| 3    | Borja Rozada       | 2           |

| Pos. | Costruttore | N° vittorie |
| ---- | ----------- | ----------- |
| 1    | Citroën     | 11          |
| 2    | Lancia      | 8           |
| 3    | Toyota      | 6           |
| 4    | Volkswagen  | 4           |
| 5    | BMW         | 3           |
| 5    | Ford        | 3           |
| 5    | Peugeot     | 3           |
| 5    | Porsche     | 3           |
| 5    | SEAT        | 3           |
| 10   | Hyundai     | 3           |
| 11   | Abarth      | 2           |
| 11   | FIAT        | 2           |
| 11   | Subaru      | 2           |

### Podi
| Pos. | Pilota                 | N° podi |
| ---- | ---------------------- | ------- |
| 1    | Sébastien Loeb         | 10      |
| 2    | Dani Sordo             | 9       |
| 3    | Mikko Hirvonen         | 7       |
| 3    | Carlos Sainz           | 7       |
| 5    | Sébastien Ogier        | 6       |
| 6    | Salvador Cañellas Gual | 5       |
| 6    | Jari-Matti Latvala     | 5       |
| 6    | Salvador Servià        | 5       |
| 6    | Antonio Zanini         | 5       |
| 10   | Didier Auriol          | 4       |
| 10   | Piero Liatti           | 4       |
| 10   | Tommi Mäkinen          | 4       |
| 10   | Thierry Neuville       | 4       |
| 10   | Genito Ortiz           | 4       |
| 10   | Gilles Panizzi         | 4       |

| Pos. | Copilota                        | N° podi |
| ---- | ------------------------------- | ------- |
| 1    | Daniel Elena                    | 10      |
| 2    | Marc Martí                      | 8       |
| 3    | Jarmo Lehtinen                  | 7       |
| 4    | Miikka Anttila                  | 5       |
| 4    | Julien Ingrassia                | 5       |
| 4    | Jordi Sabater                   | 5       |
| 7    | Luis Moya                       | 4       |
| 7    | Hervé Panizzi                   | 4       |
| 9    | Guillermo Barreras              | 3       |
| 9    | Jean-Paul Chiaroni              | 3       |
| 9    | Marie-Christine Etchebers-Rives | 3       |
| 9    | Daniel Ferrater                 | 3       |
| 9    | Denis Giraudet                  | 3       |
| 9    | Risto Mannisenmäki              | 3       |
| 9    | Timo Rautiainen                 | 3       |
| 9    | Victor Sabater                  | 3       |
| 9    | Luciano Tedeschini              | 3       |